# Kappel
Kappel es una comuna suiza del cantón de Soleura, ubicada en el distrito de Olten. Limita al norte con las comunas de Hägendorf y Rickenbach, al este con Wangen bei Olten y Olten, al sur con Boningen, y al oeste con Gunzgen.

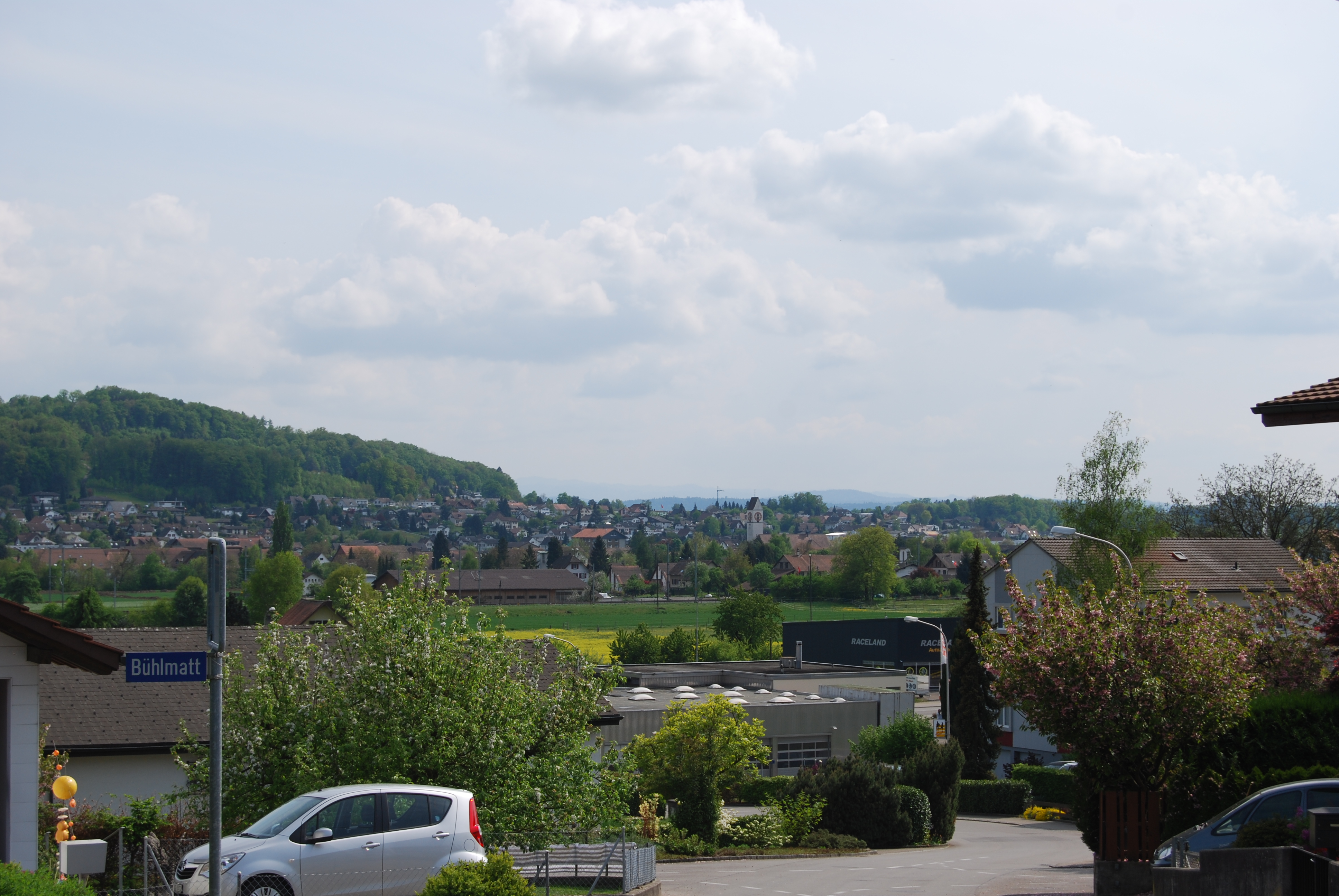
Kappel